# Tutto per un bacio
Tutto per un bacio (Königswalzer) è un film del 1935 diretto da Herbert Maisch.

## Produzione
Il film fu prodotto dall'Universum Film (UFA).

## Distribuzione
Distribuito dall'Universum Film (UFA), uscì nelle sale cinematografiche tedesche il 23 settembre 1935. Negli Stati Uniti venne distribuito dall'Ufa Film Company il 9 aprile 1936.